# Newag Dragon
A Newag Dragon egy lengyel hattengelyes villamos mozdony, amelyet 4500 tonnáig terjedő tehervonatok közlekedtetésére terveztek. A mozdonyt a Newag gyártja, 2009 és 2016 között a gliwicai üzemben, 2017 óta a újszandeci üzemben. 2020 áprilisáig 42 darabot építettek és szállítottak le 12 különböző lengyelországi vasúttársaságnak.

## Történet

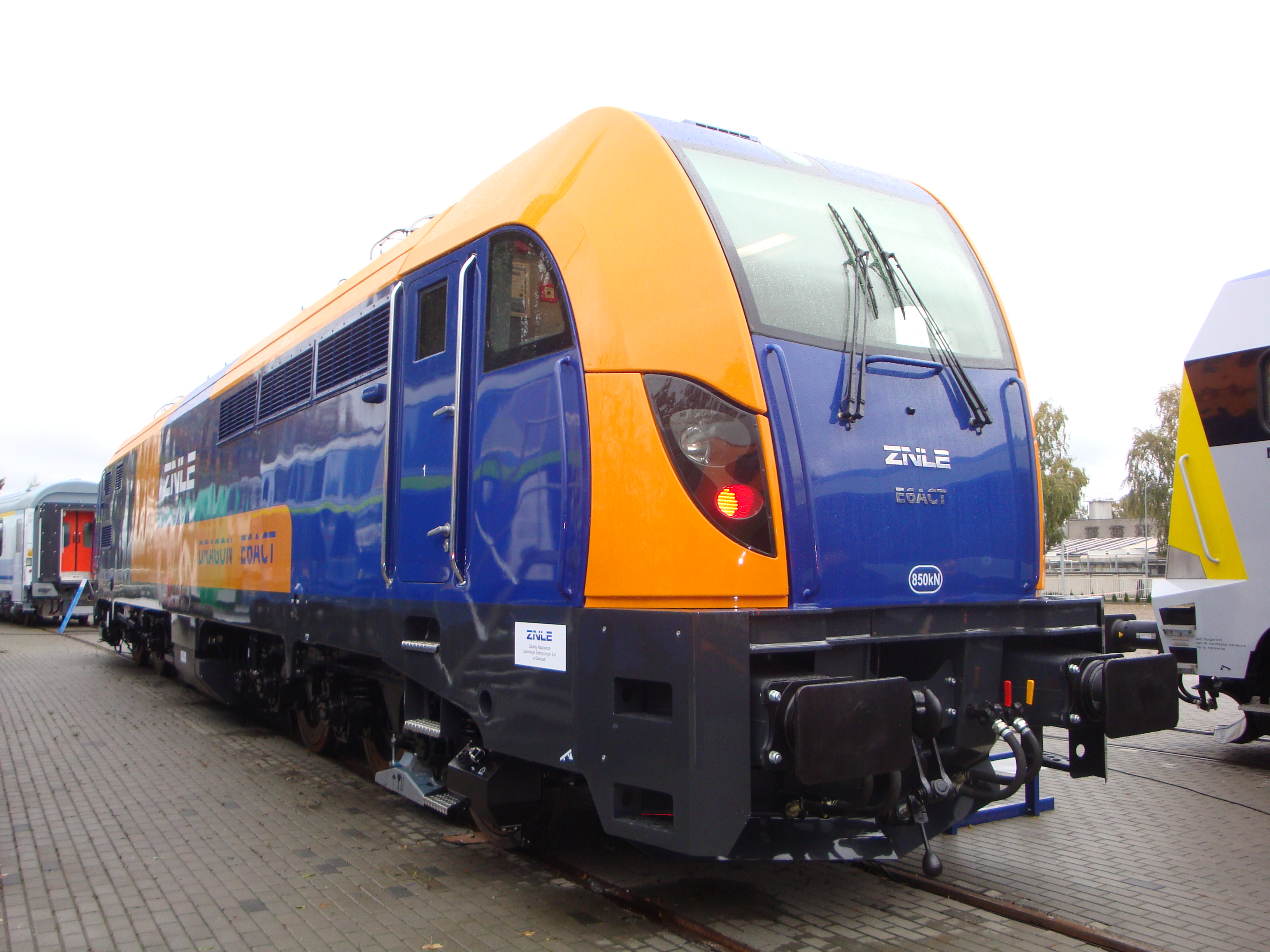
A prototípus vasúti síneken a Trako vásáron 2009-ben

### Eredete
A Newag Dragon projektje volt az első lengyel villanymozdony-projekt, amelyet a PKP EM10 sorozat 19 évvel korábbi bemutatása óta mutattak be. A Newag régi PKP ET22 sorozatú mozdonyok felújításával foglalkozott, és úgy döntött, hogy egy új mozdony kifejlesztésének több értelme lenne, aminek eredményeképpen egy hasonló hattengelyes tehervonatú mozdony tervezését és eladását tervezték helyette.

### A prototípus gyártása
2002-től kezdve Lengyelországban nem gyártottak villamos mozdonyokat egészen 2006 szeptemberéig, amikor is megállapodást írtak alá a Tudományos és Felsőoktatási Minisztériummal egy új mozdony építésére irányuló projekt finanszírozásáról. Úgy döntöttek, hogy nehéz tehervonatú mozdonyt gyártanak. A vállalat egy hattengelyes mozdony gyártása mellett is döntött, hogy szélesebb körben tudják felhasználni. A mozdony tervét az EC Engineeringgel és a Villamosmérnöki Intézettel együttműködve készítették el. A vontatómotorokat a Komel Villamosgépek Kutató- és Fejlesztőközpontja tervezte, és az Emit Villamosgépek Tanszék építette.

### Bemutatók és tesztek

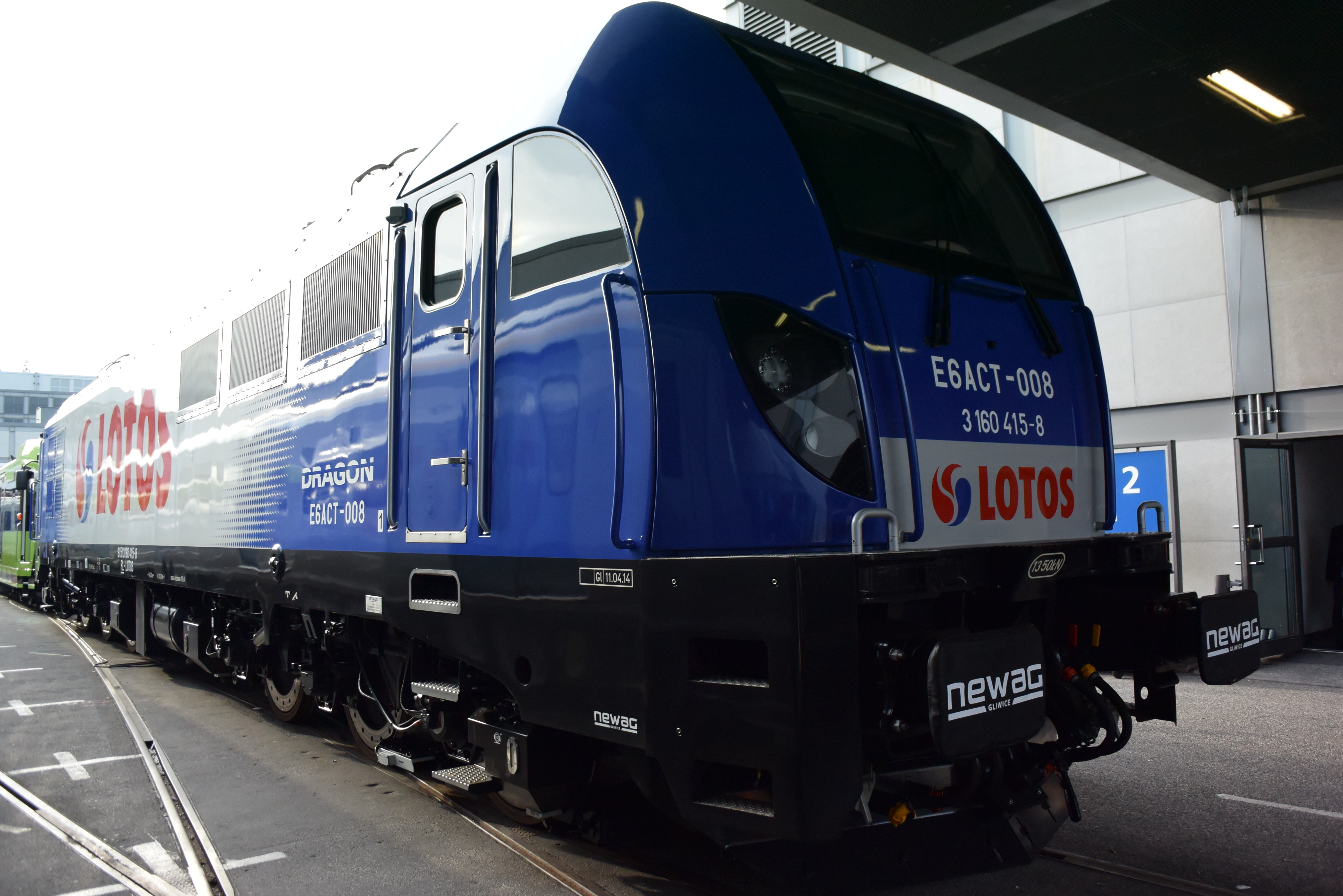
A Lotos Kolej számára gyártott E6ACT-008 az InnoTrans szakvásáron, 2014-ben

2011. január 13. és december 30. között az STK, a PKP Cargo, a Pol-Miedz Trans és a Lotos Kolej által vezetett, felügyelt üzemű prototípus egység, az E6ACT-001 együttesen 77 866 km-t tett meg 4021 t maximális vonattömeggel. 2011 októberében a mozdonyt a gdański Trako szakvásáron mutatták be újra. December 23-án a Vasúti Közlekedési Hivatal kiadta a működési engedélyt a mozdonynak. 2012 februárjában a promóciós üzemeltetést a DB Schenker Rail Poland vette át. 2014 szeptemberében az InnoTrans szakvásáron mutatták be a Lotos Kolej tulajdonában lévő E6ACT-008 sorozatú mozdonyt..
2018 júliusában a Newag bemutatta a Dragon 2-t, egy kissé átdolgozott konstrukciót, amely az E6ACTa jelölést viselte. 2018 októberében a PKP Cargo azonnal megvásárolt három darabot, és 2018 októberében át is adták. Ezek a PKP-stílusú ET25-001-től -003-ig terjedő pályaszámokat viselik.

## Megrendelők
| Állam         | Operátor                      | Típus        | Pályaszám                    | Darabszám    |
| ------------- | ----------------------------- | ------------ | ---------------------------- | ------------ |
| Lengyelország | Industrial Division           | E6ACT        | 001 ÷ 004                    | 4            |
| Lengyelország | Industrial Division           | E6ACTa       | 004 ÷ 006, 016               | 4            |
| Lengyelország | Lotos Kolej                   | E6ACT        | 005 ÷ 009                    | 5            |
| Lengyelország | Lotos Kolej                   | E6ACTa       | 009, 011 ÷ 012               | 3            |
| Lengyelország | Lotos Kolej                   | E6ACTab      | 010, 025, 028, 032, 034, 040 | 6            |
| Lengyelország | Freightliner PL               | E6ACTd       | 101 ÷ 105                    | 5            |
| Lengyelország | Railpolonia                   | E6ACTd       | 106                          | 1            |
| Lengyelország | Railpolonia                   | E6ACTadb     | 029                          | 1            |
| Lengyelország | PKP Cargo                     | E6ACTa/ET25  | 001 ÷ 003                    | 3            |
| Lengyelország | PKP Cargo                     | E6ACTad/ET26 | 001 ÷ 007                    | 7            |
| Lengyelország | PKP Cargo                     | E6MST/ET43   | 001 ÷ 024                    | 12 out of 24 |
| Lengyelország | Newag                         | E6ACTadb     | 030                          | 1            |
| Lengyelország | Newag                         | E6ACTa       | 007 ÷ 008, 013 ÷ 014         | 4            |
| Lengyelország | Logistics & Transport Company | E6ACTa       | 015                          | 1            |
| Lengyelország | ZPK Szumowo                   | E6ACTad      | 017, 026                     | 2            |
| Lengyelország | Cemet                         | E6ACTadb     | 027, 044                     | 2            |
| Lengyelország | Laude Smart Intermodal        | E6ACTab      | 031, 033                     | 2            |
| Lengyelország | Laude Smart Intermodal        | E6ACTadb     | 035 ÷ 036                    | 2            |
| Lengyelország | Rail Capital Partners         | E6ACTab      | 037 ÷ 039, 041 ÷ 042         | 5            |
| Lengyelország | Rail STM                      | E6ACTadb     | 043                          | 1            |

d – az altípus a kettős erőforrású opciót jelöli (540 kilowattos segéddízelmotor elsősorban tolatásra).

a – az altípus a „Dragon 2” néven forgalmazott, átdolgozott konstrukciót jelöli."